# عارف آقاسی
عارف آقاسی کلاه سرخی (زادهٔ ۱۳ دی ۱۳۷۵) بازیکن فوتبال اهل ایران است که در پست مدافع میانی برای باشگاه فوتبال استقلال در لیگ برتر خلیج فارس بازی می‌کنایشان در درگاه تراکتور بزرگ شده ولی پول پرستی او باعث شده در صورت رسیدن پیشنهاد ۱تومن بیشتر به شهرستان هم بیاید.

## زندگی شخصی
شکرخدا آقاسی، پدر عارف آقاسی، در گذشته به عنوان دروازه‌بان در تیم‌های استقلال اهواز، پرسپولیس، فولاد خوزستان و صنعت نفت آبادان بازی کرده است.

## عملکرد باشگاهی

### استقلال
عارف آقاسی در ۳۱ مرداد ۱۴۰۰ با نظر فرهاد مجیدی با قراردادی دو ساله به باشگاه استقلال پیوست و اولین بازی خود را با پیراهن استقلال در لیگ قهرمانان آسیا مقابل الهلال عربستان انجام داد. وی پس از نیم فصل حضور در استقلال  به‌دلیل مشکلات شخصی و خانوادگی درخواست جدایی داد و از استقلال جدا شد.

عارف آقاسی بعد از دوسال درباره ی این جدایی مصاحبه‌ای کرد و گفت:
من درخواست جدایی دادم چون کمبودهای زیادی از سمت باشگاه بود، همه‌اش وعده می‌دادند، اما به من گفتند بگو بخاطر خانواده جدا می‌شوم تا جو هواداری آرام بشود. خودم درخواست جدایی دادم چون واقعا کمبودهای زیادی از طرف باشگاه بود. خوشحالم که سال گذشته پیشنهاد استقلال را قبول نکردم، نه اینکه بخواهم علیه استقلال صحبت کنم اما در تراکتور شرایطم خوب است. این هواداران حیف هستند. یک مقطعی افتخار بازی کردن برای استقلال را داشتم، از خوشحالی هوادارانمان خوشحال بودم اما از ناراحتی استقلالی‌ها ناراحت شدم.

### فولاد
وی پس از جدایی از استقلال در ۱۵ بهمن ۱۴۰۰ با عقد قراردادی به فولاد بازگشت. او در لباس فولاد به عنوان بهترین مدافع لیگ قهرمانان آسیا ۲۰۲۲ انتخاب شد.

### تراکتور
وی در ۱۰ تیر ۱۴۰۲ با قراردادی دوساله به تراکتور پیوست. عارف آقاسی در سال دوم حضور در تراکتور همراه با این تیم به قهرمانی لیگ برتر خلیج فارس دست یافت و یکی از بهترین فصل‌های کریر خود را پشت سر گزاشت و از نظر آماری و کارشناسان جزو تیم برتر لیگ برتر فوتبال ایران ۰۴–۱۴۰۳ بود. در پایان این فصل و به اتمام رسیدن قراردادش با این باشگاه از تراکتور جدا شد.

### بازگشت به استقلال
عارف آقاسی در ۲۲ خرداد ۱۴۰۴ با قراردادی دوساله به باشگاه استقلال بازگشت.

## آمار باشگاهی
تا تاریخ ۲۵ اردیبهشت ۱۴۰۴
| باشگاه           | دسته             | فصل              | لیگ  | لیگ | جام حذفی | جام حذفی | آسیا | آسیا | سوپر جام | سوپر جام | مجموع | مجموع |
| باشگاه           | دسته             | فصل              | بازی | گل  | بازی     | گل       | بازی | گل   | بازی     | گل       | بازی  | گل    |
| ---------------- | ---------------- | ---------------- | ---- | --- | -------- | -------- | ---- | ---- | -------- | -------- | ----- | ----- |
| فولاد نوین       | لیگ آزادگان      | ۹۴–۱۳۹۳          | ۱    | ۰   | ۰        | ۰        | –    | –    | –        | –        | ۱     | ۰     |
| مجموع فولاد نوین | مجموع فولاد نوین | مجموع فولاد نوین | ۱    | ۰   | ۰        | ۰        | –    | –    | –        | –        | ۱     | ۰     |
| فولاد            | لیگ برتر         | ۹۸–۱۳۹۷          | ۷    | ۰   | ۰        | ۰        | –    | –    | –        | –        | ۷     | ۰     |
| فولاد            | لیگ برتر         | ۹۹–۱۳۹۸          | ۲۵   | ۱   | ۱        | ۰        | –    | –    | –        | –        | ۲۶    | ۱     |
| فولاد            | لیگ برتر         | ۰۰–۱۳۹۹          | ۱۹   | ۰   | ۱        | ۰        | ۷    | ۰    | –        | –        | ۲۷    | ۰     |
| فولاد            | لیگ برتر         | ۰۱–۱۴۰۰          | ۱۳   | ۱   | ۰        | ۰        | ۸    | ۰    | ۱        | ۰        | ۲۲    | ۱     |
| فولاد            | لیگ برتر         | ۰۲–۱۴۰۱          | ۲۲   | ۰   | ۲        | ۰        | –    | –    | –        | –        | ۲۴    | ۰     |
| مجموع فولاد      | مجموع فولاد      | مجموع فولاد      | ۸۶   | ۲   | ۴        | ۰        | ۱۵   | ۰    | ۱        | ۰        | ۱۰۶   | ۲     |
| تراکتور          | لیگ برتر         | ۹۶–۱۳۹۵          | ۲    | ۰   | ۰        | ۰        | –    | –    | –        | –        | ۲     | ۰     |
| تراکتور          | لیگ برتر         | ۹۷–۱۳۹۶          | ۱۰   | ۰   | ۱        | ۰        | ۳    | ۰    | –        | –        | ۱۴    | ۰     |
| تراکتور          | لیگ برتر         | ۰۳–۱۴۰۲          | ۲۹   | ۲   | ۲        | ۰        | ۱    | ۰    | –        | –        | ۳۲    | ۲     |
| تراکتور          | لیگ برتر         | ۰۴–۱۴۰۳          | ۳۰   | ۱   | ۱        | ۰        | ۸    | ۰    | –        | –        | ۳۹    | ۱     |
| مجموع تراکتور    | مجموع تراکتور    | مجموع تراکتور    | ۷۱   | ۳   | ۴        | ۰        | ۱۲   | ۰    | –        | –        | ۸۷    | ۳     |
| استقلال          | لیگ برتر         | ۰۱–۱۴۰۰          | ۸    | ۰   | ۱        | ۰        | ۱    | ۰    | –        | –        | ۱۰    | ۰     |
| مجموع استقلال    | مجموع استقلال    | مجموع استقلال    | ۸    | ۰   | ۱        | ۰        | ۱    | ۰    | –        | –        | ۱۰    | ۰     |
| مجموع آمار       | مجموع آمار       | مجموع آمار       | ۱۶۶  | ۵   | ۹        | ۰        | ۲۸   | ۰    | ۱        | ۰        | ۲۰۴   | ۵     |

## آمار ملی

### بازی‌های ملی
تا تاریخ ۱۰ ژوئن ۲۰۲۵
| ایران | ایران | ایران |
| سال   | بازی  | گل    |
| ----- | ----- | ----- |
| ۲۰۲۲  | ۱     | ۰     |
| ۲۰۲۵  | ۲     | ۰     |
| مجموع | ۳     | ۰     |

## افتخارات

### باشگاهی

#### فولاد
- جام حذفی ایران
  - قهرمان (۱): ۱۴۰۰–۱۳۹۹
- سوپرجام ایران
  - قهرمان (۱): ۱۴۰۰

#### تراکتور
- لیگ برتر خلیج فارس
  - قهرمان (۱): ۰۴–۱۴۰۳